# 理查茲灣 (南設得蘭群島)
62°34′49″S 61°08′55″W / 62.58028°S 61.14861°W

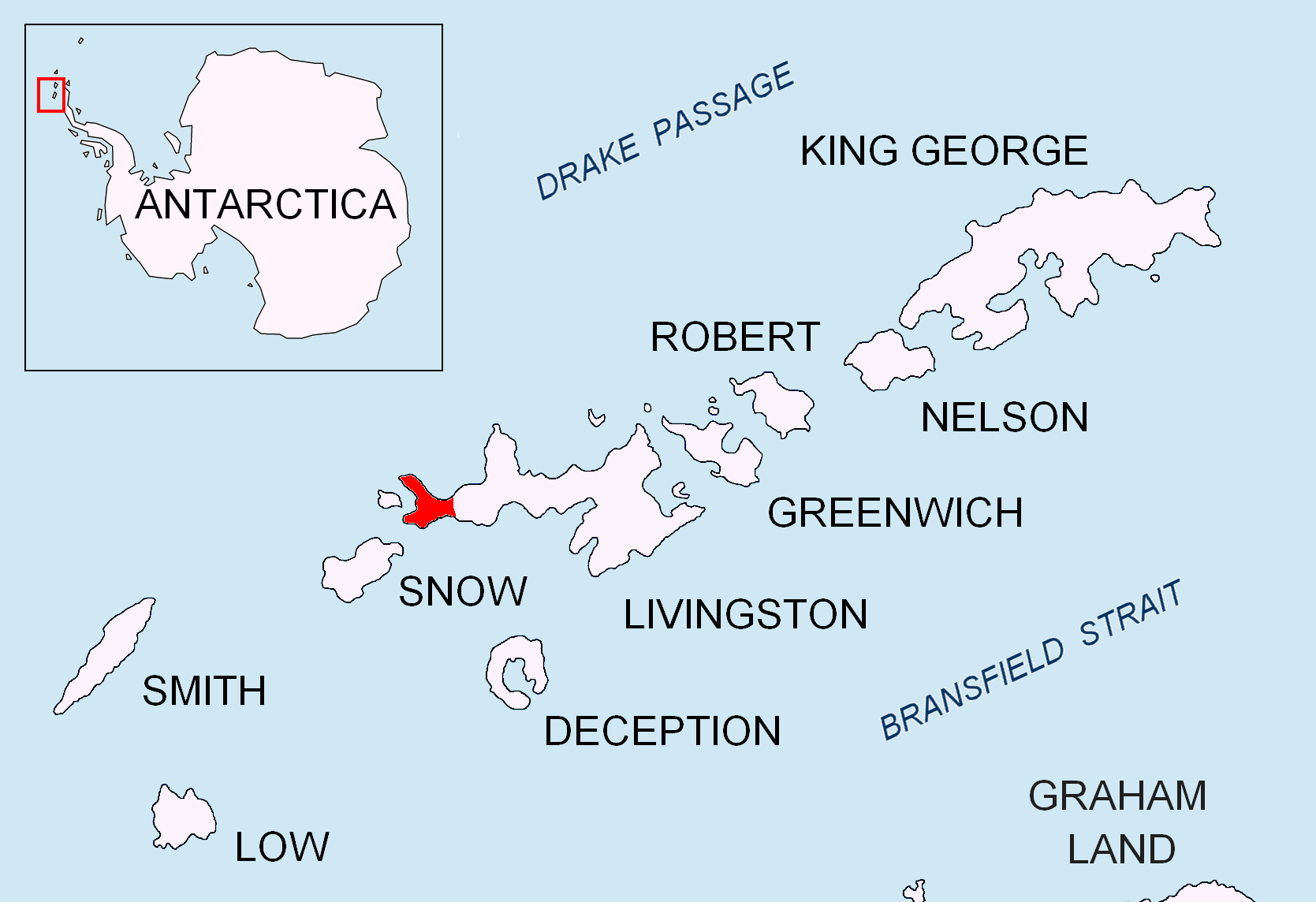

理查茲灣（Richards Cove），是南極洲的海灣，位於南設得蘭群島的利文斯頓島，處於拜爾斯半島的拉伊半島北岸，長0.55公里、寬0.45公里，現時由南極條約體系管理。